# Turcophobie

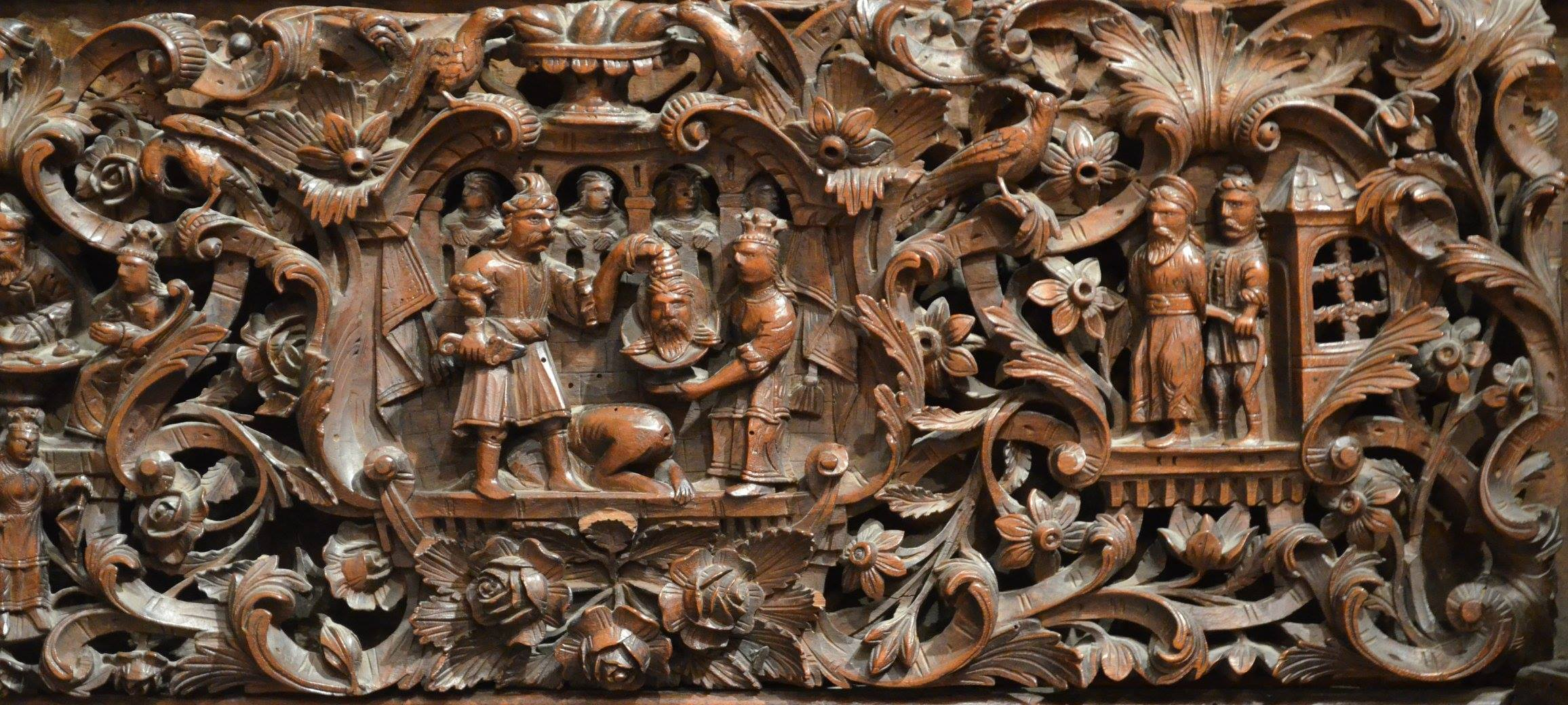
Iconostase, Église Saint-Sauveur de Skopje, Macédoine du Nord. La Décollation de Jean Baptiste est réalisée par des personnages stylisés comme les Turcs ottomans.

La Turcophobie ou sentiment anti-turc, est l'hostilité, l'intolérance ou le racisme contre le peuple turc ou la langue turque, la culture turque, les pays turcophones ou la Turquie elle-même,.
Le terme fait référence à l'intolérance non seulement contre les Turcs dans toutes les régions, mais également contre l'ensemble des groupes turcs, y compris les Azerbaïdjanais, les Tatars de Crimée et les Turkmènes. Il s’applique également aux groupes qui se sont développés en partie sous l’influence de la culture et des traditions turques lorsqu’ils se sont convertis à l’islam, en particulier à l’époque ottomane, tels que les Albanais, les Bosniaques et d’autres groupes ethniques plus petits vivant autour des Balkans pendant la période de domination ottomane. Il peut également s'agir d'un racisme à l'encontre de Turcs vivant en dehors de la Turquie et appartenant à la diaspora turque.